# Curious Zelda
Pour les articles homonymes, voir Zelda.
Zelda, surnommée Curious Zelda (« Zelda la curieuse »), est une chatte domestique noire et blanche devenue un phénomène Internet en raison de son expression de surprise. Vivant en Angleterre, elle appartient à Matt Taghioff.

## Biographie
Zelda provient du refuge pour animaux de Mayhew (en), un refuge pour animaux domestiques. Son âge est indéterminé, bien qu'elle soit théoriquement née vers 2011. Son pelage est noir et blanc.
Un habitant de Londres, Matt Taghioff (né vers 1986), qui exerce la profession de conseiller clientèle dans un centre d'appel pour un site internet, est présenté à l'animal en 2014 et s'amuse de la pancarte indiquant : don’t be put off by my spooked expression (« ne soyez pas rebutés par mon air craintif »). Le félin est adopté et son propriétaire reçoit de nombreux commentaires sur le comportement de son animal. Taghioff ouvre un compte sur Instagram et Twitter au nom de Curious Zelda, où il partage des photos, des commentaires et des poésies sur le quotidien de la chatte, qui semble constamment exprimer la surprise ou la crainte et fait rire ses abonnés,. 
En 2017, le compte Twitter de Curious Zelda correspond à 34 000 abonnés.  En août 2018, alors que le compte Twitter de Zelda est suivi par plus de 80 000 personnes, l'éditeur Sphere achète les droits du futur livre sur Zelda. Fin 2019, Curious Zelda compte plus de 200 000 abonnés. À l'automne 2019 paraît en anglais un recueil de photos légendées, intitulé The Adventures of a curious cat, aux éditions Sphere.

## Ouvrage
(en) Zelda et Matt Taghioff, The Adventures of a curious cat : wit and wisdom from Curious Zelda, purrfect for cats and their humans, Sphere, octobre 2019, 192 p. (ISBN 978-0751576184).

### Documentation
- (en) Matt Taghioff, « My cat has more followers on social media than I do », metro.co.uk,‎ 22 novembre 2020 (lire en ligne).